# Andrej Rendla
Andrej Rendla (Banská Bystrica, 13 ottobre 1990) è un ex calciatore slovacco, di ruolo centrocampista.

## Palmarès
- Campionato olandese: 1

Twente: 2009-2010
- Supercoppa dei Paesi Bassi: 2

Twente: 2010, 2011